# Linia 7 metra w Paryżu
Linia 7 metra w Paryżu – jedna z szesnastu linii składających się na sieć metra w Paryżu. Przecina ona Paryż z północnego na południowy wschód, pokonując lekko zakrzywioną trasę o stacjach końcowych La Courneuve – 8 Mai 1945 w Sekwanie-Saint-Denis na północy oraz Mairie d’Ivry i Villejuif – Louis Aragon w Dolinie Marny na południu, przebiegając przez centrum aglomeracji.
Uruchomiona w 1910 roku, jest jedną z dwóch linii w sieci (obok linii 13) rozgałęziających się na końcu trasy. Początkowo rozgałęzienie znajdowało się na północnym końcu linii, jednak w 1967 roku jedna z gałęzi została usamodzielniona i od tego czasu funkcjonuje jako autonomiczna linia 7 bis. W 1982 roku otwarto odgałęzienie linii na południu, od stacji Maison Blanche w kierunku miasta Le Kremlin-Bicêtre, następnie wydłużone do Villejuif.
Linia 7 jest jedną z najdłuższych w sieci, liczy bowiem 18 kilometrów. Ponadto ze wszystkich linii ma największą liczbę stacji – trzydzieści osiem. Pod względem popularności plasuje się na piątym miejscu ze 120 milionami pasażerów w 2004 roku.

## Historia

### Chronologia

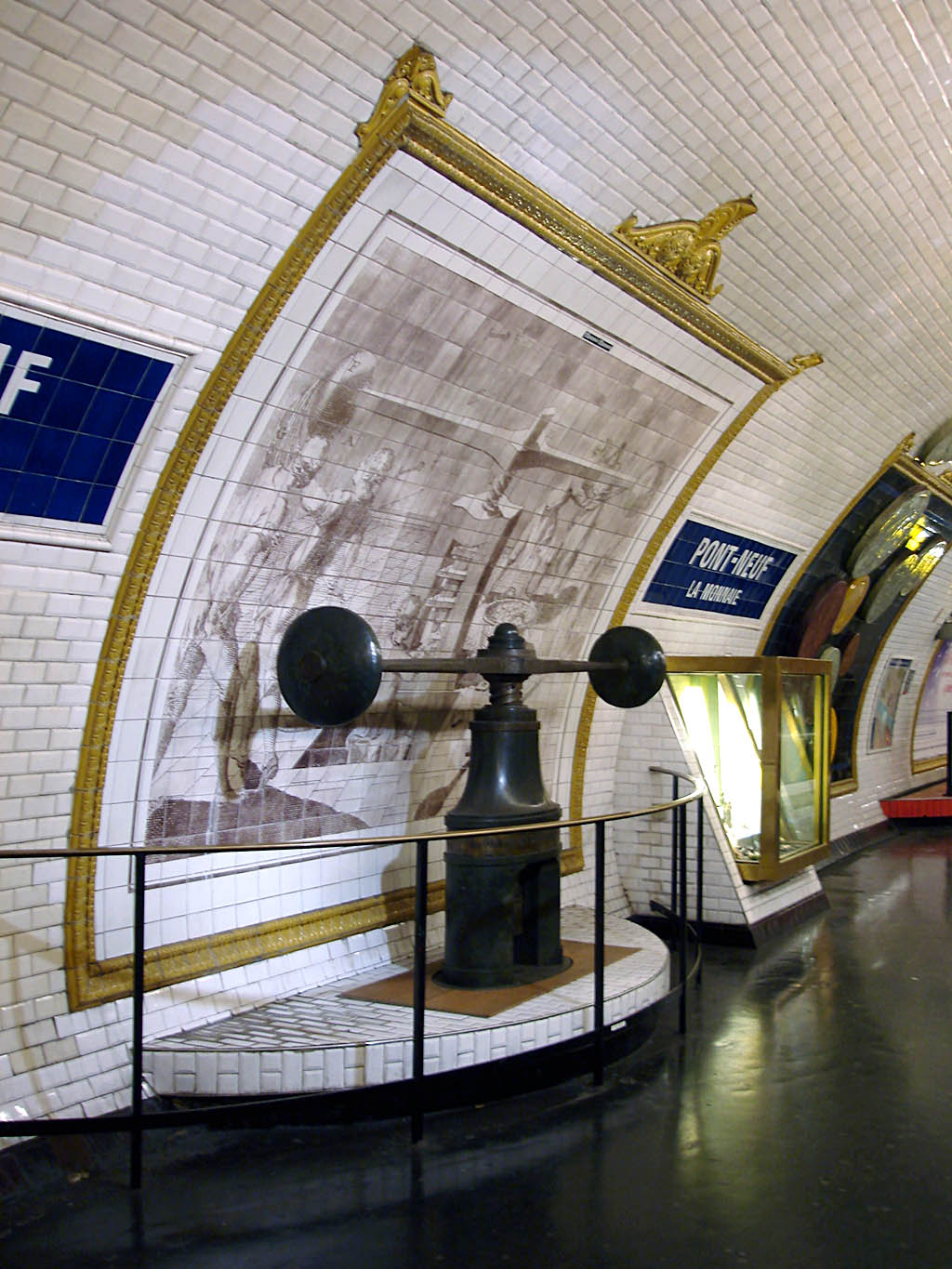
Peron stacji Pont Neuf, posiadający dekorację nawiązującą do pobliskiego budynku mennicy.

- 20 kwietnia 1896 – rada miejska Paryża przyjmuje projekt sieci metra zaproponowany przez Fulgence’a Bienvenüe
- 1898 – powstaje plan wybudowania linii łączącej Place du Danube z Palais-Royal w centrum miasta
- 5 listopada 1910 – otwarcie pierwszego odcinka pomiędzy stacjami Opéra i Porte de la Villette
- 18 stycznia 1911 – uruchomienie odcinka pomiędzy stacjami Louis Blanc i Pré Saint-Gervais, funkcjonującego jako odgałęzienie pierwotnej linii
- 1 lipca 1916 – wydłużenie linii na południe do stacji Palais Royal
- 16 kwietnia 1926 – kolejne wydłużenie na południe, do stacji Pont Marie
- 15 lutego 1930 – otwarcie na linii 10 odcinka od stacji Place Monge do stacji Place d’Italie, później włączonego do linii 7
- 7 marca 1930 – wydłużenie linii 10 od stacji Place d’Italie do stacji Porte de Choisy
- 3 czerwca 1930 – wydłużenie linii 7 od stacji Pont Marie do stacji Pont Sully
- 26 kwietnia 1931 – otwarcie tunelu pod Sekwaną, połączenie ze stacją Place Monge, włączenie do linii 7 odcinka Place Monge – Porte de Choisy, dotąd obsługiwanego przez linię 10, wydłużenie linii na południe do stacji Porte d’Ivry
- 1 maja 1946 – wydłużenie na południe do stacji Mairie d’Ivry
- 3 grudnia 1967 – wydzielenie odcinka Louis Blanc – Pré Saint-Gervais jako niezależnej linii 7 bis
- 4 października 1979 – wydłużenie na północ do stacji Fort d’Aubervilliers
- 10 grudnia 1982 – utworzenie nowej gałęzi na południu, pomiędzy stacjami Maison Blanche i Le Kremlin-Bicêtre
- 28 lutego 1985 – wydłużenie odgałęzienia w kierunku miasta Le Kremlin-Bicêtre do stacji Villejuif – Louis Aragon
- 6 maja 1987 – wydłużenie linii na północ do stacji La Courneuve – 8 Mai 1945

### Powstanie linii

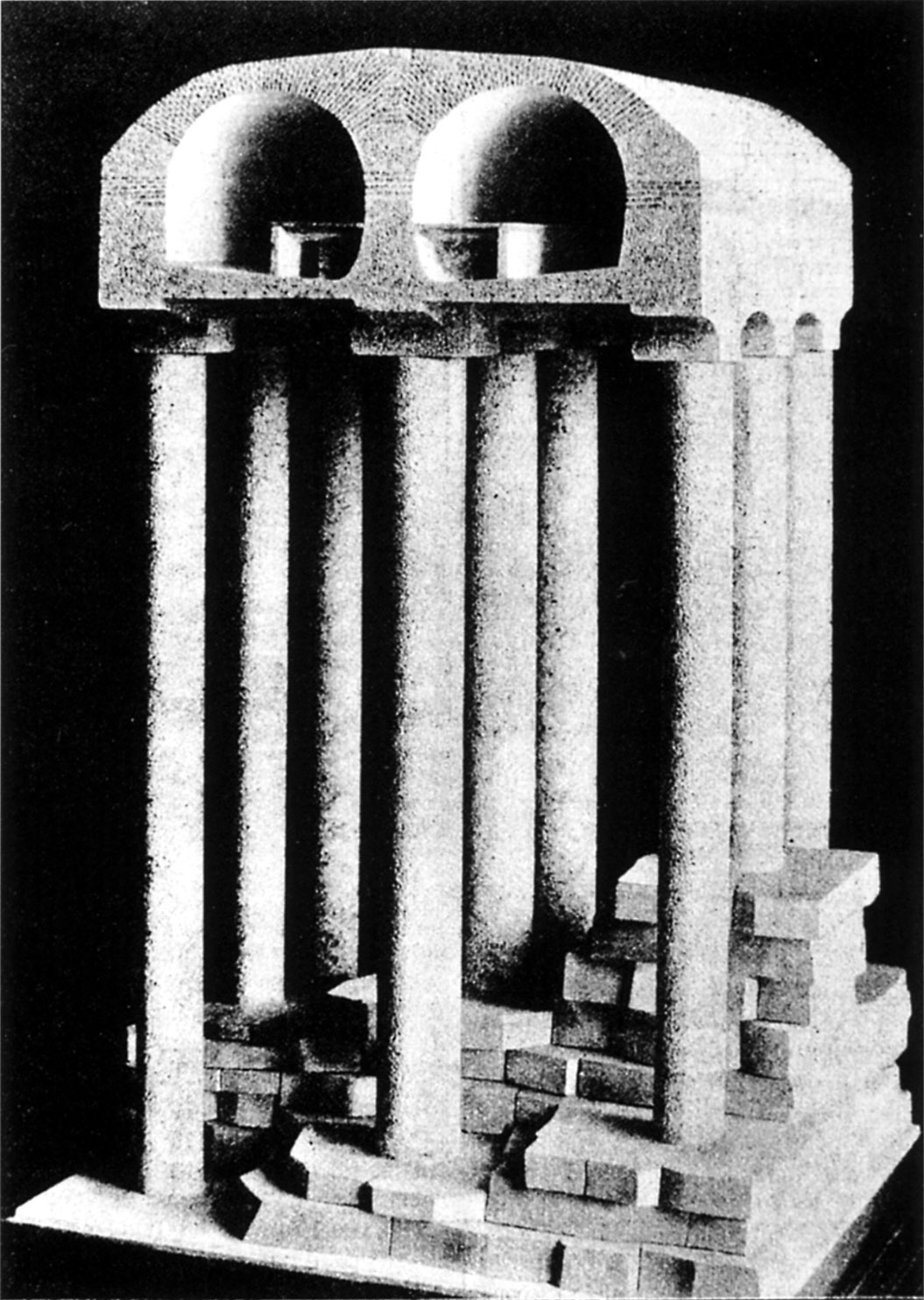
Podziemna stacja Danube, na odgałęzieniu w kierunku stacji Pré Saint-Gervais, od 1967 należącej do linii 7 bis, jest wzniesiona na podziemnym wiadukcie osadzonym na dnie dawnej kopalni gipsu.

Początkowy projekt z 1898 roku przewidywał budowę tzw. Linii H, jako jednej z linii promieniście rozchodzących się z centrum miasta, pomiędzy Place du Danube i Palais-Royal. Część budowli z przeznaczeniem dla przyszłej linii powstała podczas budowy linii przecinających planowaną trasę, wśród nich skrzyżowanie pod Place del’Opéra wybudowane wraz z linią 3 w 1903 oraz peron dla linii 7 obok peronu linii 5 na wspólnej stacji Gare de l’Est, zrealizowany w 1906 roku. Budowa tunelu w kierunku Parku Buttes Chaumont była kłopotliwa ze względu na budowę geologiczną terenu i liczne kopalnie gipsu, doraźnie zasypane. Tunel miejscami został wzniesiony w postaci podziemnego wiaduktu osadzonego na betonowych słupach wysokich na 25 metrów, opartych na położonym głęboko stałym podłożu.
Odcinek otwarto jeszcze przed przyznaniem koncesji na jego użytkowanie, pierwszy fragment od stacji Opéra do stacji Porte de la Villette uruchomiono 5 listopada 1910 roku. Eksploatacja kolejnego odcinka, pomiędzy stacjami Louis Blanc i Pré Saint-Gervais, ruszyła 18 stycznia 1911 roku, opóźniona przez trudności napotkane w trakcie budowy. Stacje Buttes Chaumont i Place des Fêtes otwarto dopiero 13 lutego 1912 roku. Ruch na powstałym rozgałęzieniu odbywał się poprzez kierowanie pociągów z odcinka centralnego na przemian na odgałęzienia w kierunku stacji Porte de la Villette i Pré Saint-Gervais. W ten sposób zerwano z tradycyjną oddzielną eksploatacją każdej nitki metra.

### Wydłużenie do Palais-Royal
Od początku w planach linii było przewidziane zakończenie jej przy Palais-Royal, aby umożliwić przesiadkę na linię 1. Jedna z koncepcji przewidywała lokalizację stacji końcowej pod Place du Carrousel, co pozwalałoby przedłużyć w przyszłości linię na lewy brzeg Sekwany, do Saint-Germain-des-Prés lub w stronę Pałacu Luksemburskiego. Brak zgody ze strony Académie des beaux-arts na przeprowadzenie linii pod Luwrem, z obawy przed negatywnym wpływem wstrząsów wywoływanych przez ruch metra na budynek pałacu, wymusił jednak zmianę planów. Tymczasem w 1909 budowa metra zdążyła już dotrzeć do Avenue del’Opéra, na wysokość Rue des Petits-Champs. Pilnie poszukiwano więc rozwiązania pozwalającego skierować linię na wschód, aby ominąć Luwr od północy, przy czym utworzenie stacji końcowej pod Place du Théâtre-Français było niemożliwe ze względu na brak miejsca. W koncesji przyznanej całej sieci metra przewidziano zatem przedłużenie linii do ratusza miejskiego, a następnie do placu Bastylii. Przy Palais-Royal powstała jedynie tymczasowa stacja końcowa, na łuku Rue Saint-Honoré.

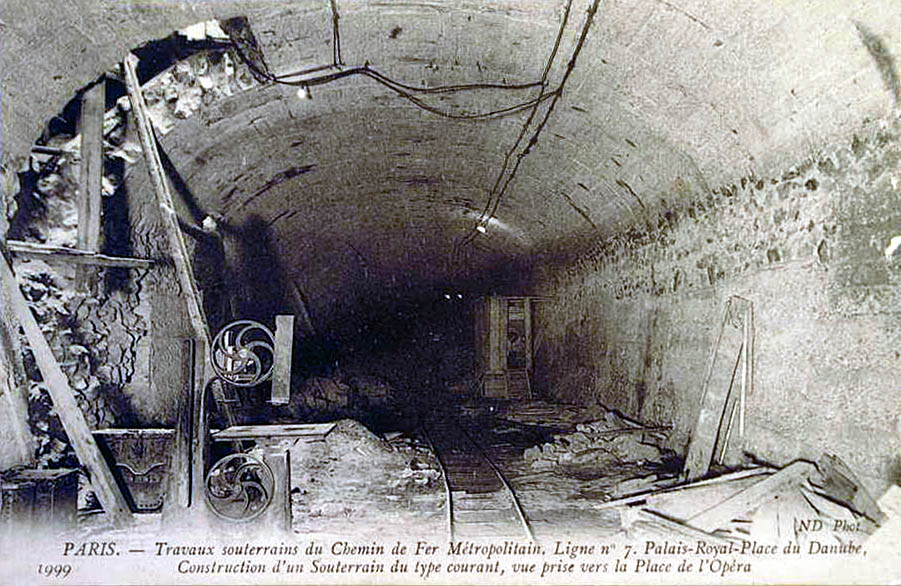
Budowa tunelu w stronę Place del’Opéra.

Przedłużenie linii ze stacji Opéra do stacji Palais Royal, długie na jedynie 650 metrów, zostało zaakceptowane przez miasto 23 marca 1912 roku. Trudności przy budowie stacji końcowej spowodowały, że prace ciągnęły się ponad dwa lata. Tunel został przekazany operatorowi metra, Compagnie du chemin de fer métropolitain de Paris (CMP), 22 grudnia 1914 roku, jednak spółka zgłosiła problem z zawracaniem pociągów, wymagający budowy dodatkowego toru manewrowego o długości 120 metrów poza obrębem stacji. Magistrat zlecił budowę tego przedłużenia, co odsunęło otwarcie linii o kolejne półtora roku. Odcinek linii do stacji Palais Royal otwarto 1 lipca 1916, a więc podczas I wojny światowej. Z powodu wojny niedostępne były płytki ceramiczne, dlatego nowo otwarte stacje miały proste, surowe wykończenie.

### Wydłużenie do Pont Marie
W momencie zakończenia I wojny światowej, budowa przedłużenia linii na południe pozostawała przerwana na wysokości Rue de Marengo, na wznowienie prac trzeba było jednak czekać aż do 1921 roku, gdy zrealizowano odcinek od Luwru do mostu Louis Philippe. Skomplikowana trasa wymagała budowy ostrych zakrętów, aby ominąć Luwr, a następnie wkraczała na nabrzeża Sekwany. 16 kwietnia 1926 roku otwarto kolejne przedłużenie linii z trzema stacjami, z których ostatnią była Pont Marie.

### Przekroczenie Sekwany

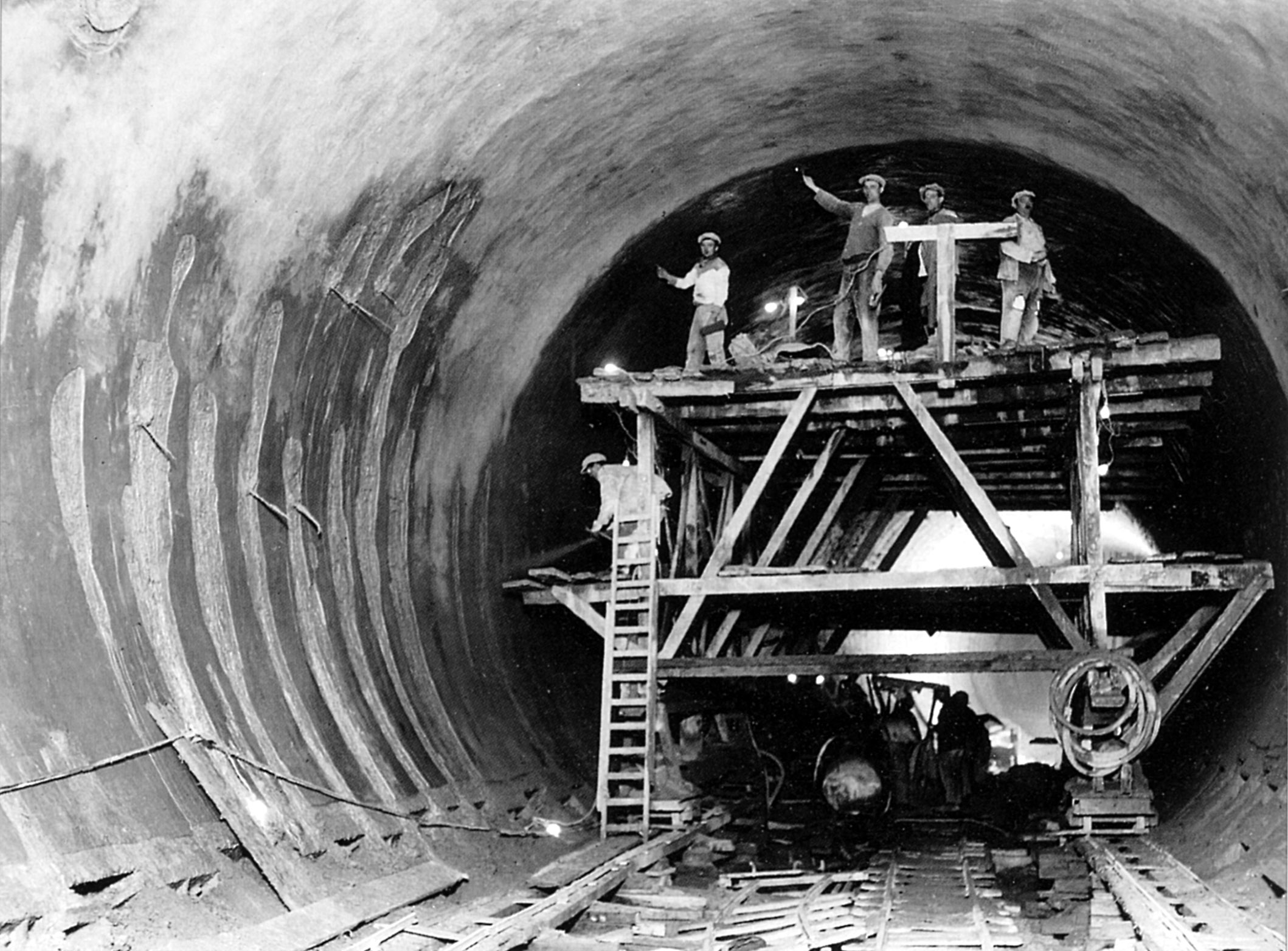
Betonowanie elementów pierścieni składających się na tunel pod rzeką.

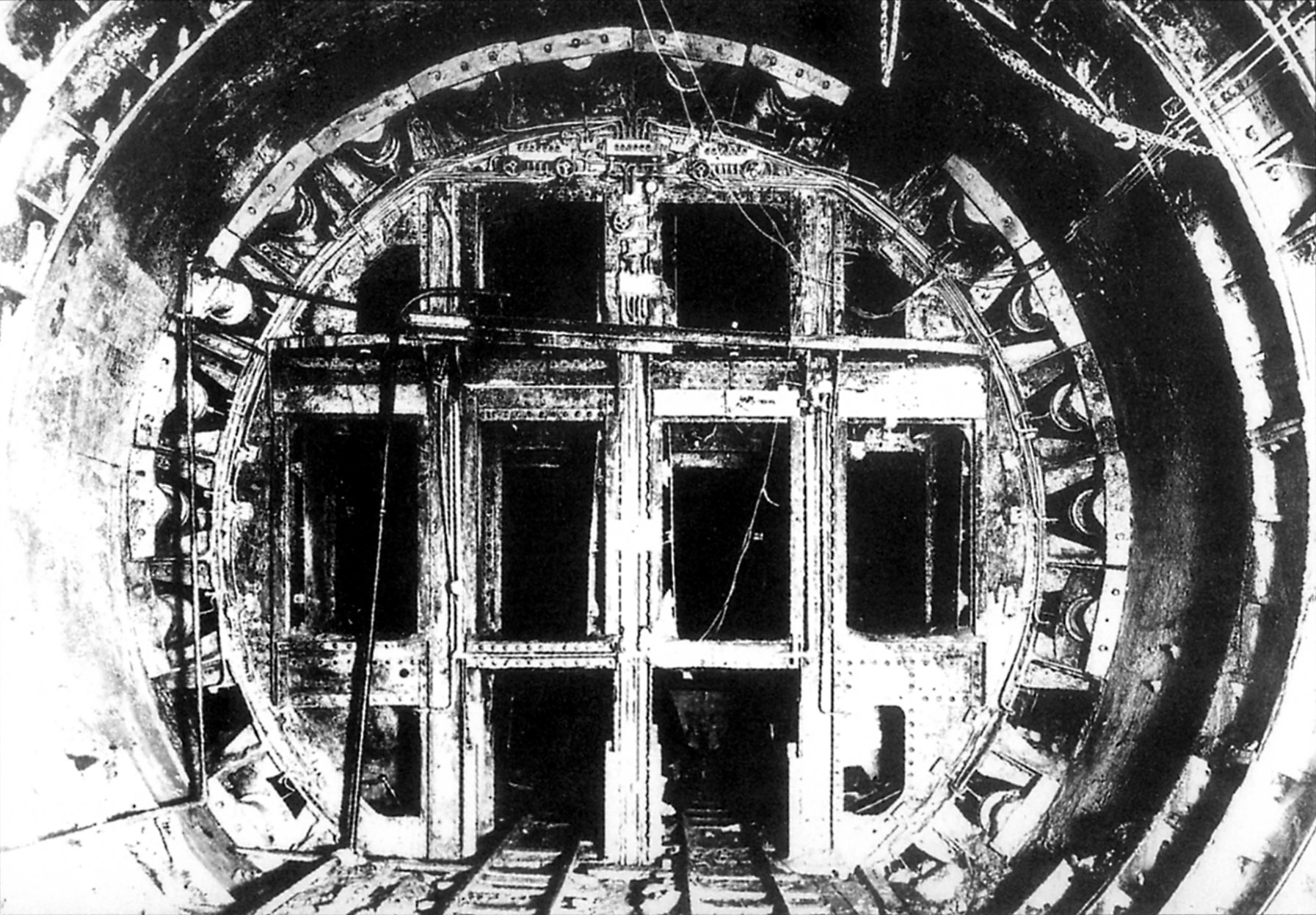
Budowa tunelu pod Sekwaną metodą tarczową.

W 1927 roku ruszyły prace nad przedłużeniem linii do stacji Porte de Choisy. W tym samym roku zlecono budowę tunelu pod Sekwaną, mającego przebiegać na wschód od mostu Sully. Biorąc pod uwagę trudności, jakich nastręcza budowa tunelu pod rzeką i czas budowy takiej przeprawy, zdecydowano o równoległej budowie przedłużenia linii na lewym brzegu Sekwany, od stacji Jussieu – Halle-aux-vins (dziś Jussieu) do stacji Porte de Choisy, przy tymczasowym włączeniu ich do linii 10.
Do realizacji tego założenia wybudowano dwutorowe połączenie między stacjami Maubert – Mutualité linii 10 i Place Monge przyszłej linii 7, aby składy linii 10 mogły prowizorycznie obsługiwać odcinek linii 7 oczekujący na ukończenie budowy połączenia pod rzeką. 15 lutego 1930 roku budowa odcinka tymczasowo należącego do linii 10 dotarła do Place d’Italie, a 7 marca tego samego roku – do stacji Porte de Choisy. Składy linii 10 kursowały tędy nieco ponad rok.
Na prawym brzegu Sekwany otwarto tymczasem przedłużenie linii 7 o jedną stację – od Pont Marie do Sully – Morland. Miało to miejsce 3 czerwca 1930 roku.
Ta stacja była pierwszą o długości 105 metrów zrealizowaną na tej linii. Tunel pod rzeką, o kształcie rury i długości 678 metrów, został wybudowany metodą tarczową, z wyjątkiem wygiętej części północnej, drążonej metodą górniczą pod murowanym sklepieniem. Nietypowy układ miejsca narzucił na prawym brzegu budowę zakrzywionego tunelu o promieniu 130 metrów, który na lewym brzegu trzeba było przeprowadzić pod torami kolei orleańskiej (dzisiejsza linia C kolei podmiejskiej RER) i pod rozległymi piwnicami targu winnego. Tunel w niezakrzywionej części skonstruowany został z pierścieni, z których każdy składa się z 12 elementów i klinu, tworząc kolejne 75 centymetrów tunelu. Sklepienie tunelu znajduje się 4 metry pod dnem Sekwany w podłożu wapiennym z ziarnami glaukonitu. Budowa właściwego tunelu trwała od wiosny 1927 do końca 1930 roku i odbywała się w powietrzu o ciśnieniu 1,2 kg/cm2.
Tymczasem w lutym 1931 skończyły się prace nad przedłużeniem odcinka na lewym brzegu rzeki do stacji Porte d’Ivry. Nowa stacja końcowa o 3 torach otrzymała połączenie z nowo powstałymi, nowoczesnymi warsztatami przy Porte de Choisy.

### Reorganizacja linii w latach 30.

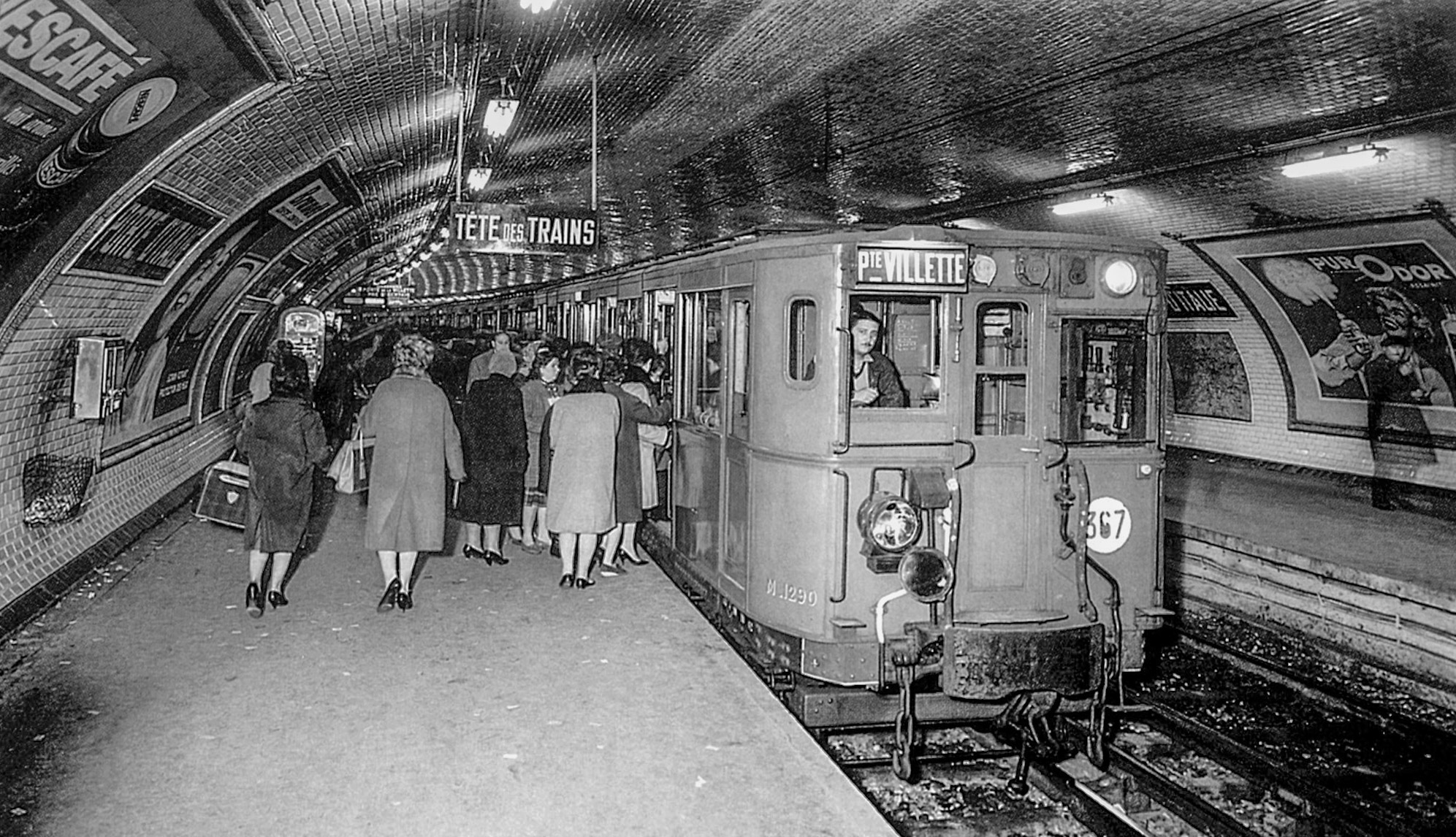
Skład Sprague-Thomson na stacji Porte d’Italie.

21 kwietnia 1931 roku zakończono budowę tunelu pod rzeką i stacji Jussieu – Halle-aux-vins na linii 7. Realizacja tej stacji wymagała prac na większą skalę z powodu swojego położenia pod targiem winnym; dziś w tym miejscu znajduje się kampus Uniwersytetu Pierre-et-Marie-Curie. Piwnice zostały podparte betonowymi kolebkami, przenoszącymi ciężar z filarów konstrukcji. Perony stacji przeznaczone dla linii 7 i 10 przylegają do siebie.
Tego samego dnia miała miejsce zmiana organizacji ruchu obu linii – linia 7 została wydłużona od stacji Sully – Morland na prawym brzegu Sekwany do stacji Porte d’Ivry, natomiast składy linii 10 opuściły południowy odcinek linii 7 i ruszyły nowym tunelem prowadzącym do stacji Jussieu – Halle-aux-vins. Odtąd linia 7 biegnie z północnego na południowy kraniec Paryża, przybierając kształt paraboli.

### Wydłużenie do Ivry
W 1939 przystąpiono do budowy nowego przedłużenia liczącego dwie stacje, ze stacją końcową przy siedzibie merostwa Ivry-sur-Seine. Przed II wojną światową udało się ukończyć tunel, jednak dalsze prace zostały przerwane. Po zakończeniu wojny departament Seine podjął dalszą budowę; 25 stycznia 1945 infrastruktura została przekazana CMP, a 1 maja 1946 roku, w Święto Pracy, miało miejsce otwarcie odcinka, połączone z licznymi lokalnymi manifestacjami.

### Powstanie linii 7 bis
Spośród obu północnych odgałęzień linii, znacznie większą popularnością cieszył się odcinek do stacji Porte de la Villette, leżącej przy terminalu autobusów podmiejskich. Z tego powodu zdecydowano o odizolowaniu drugiego z odgałęzień, znajdującego się pomiędzy stacjami Louis Blanc i Pré Saint-Gervais, od reszty linii 3 grudnia 1967, tworząc niezależną linię 7 bis.
W 1969 roku linię 7 wyposażono w centralę sterowania ruchem. Linia 7 bis jest ostatnią ze wszystkich w sieci, która otrzymała taką centralę; miało to miejsce w lutym 1975 roku. Testowana na linii 7 od 11 maja 1969 metoda eksploatacji, opierająca się na programowanych odjazdach, pozwoliła zmniejszyć minimalny interwał pomiędzy składami ze 115 do 95 sekund, dzięki czemu jednocześnie może kursować 58 pociągów zamiast 50, co daje wzrost przepustowości o 21%. Sukces eksperymentu spowodował, że programowanie odjazdów zostało wprowadzone w całej sieci metra.

### Wydłużenie do Villejuif

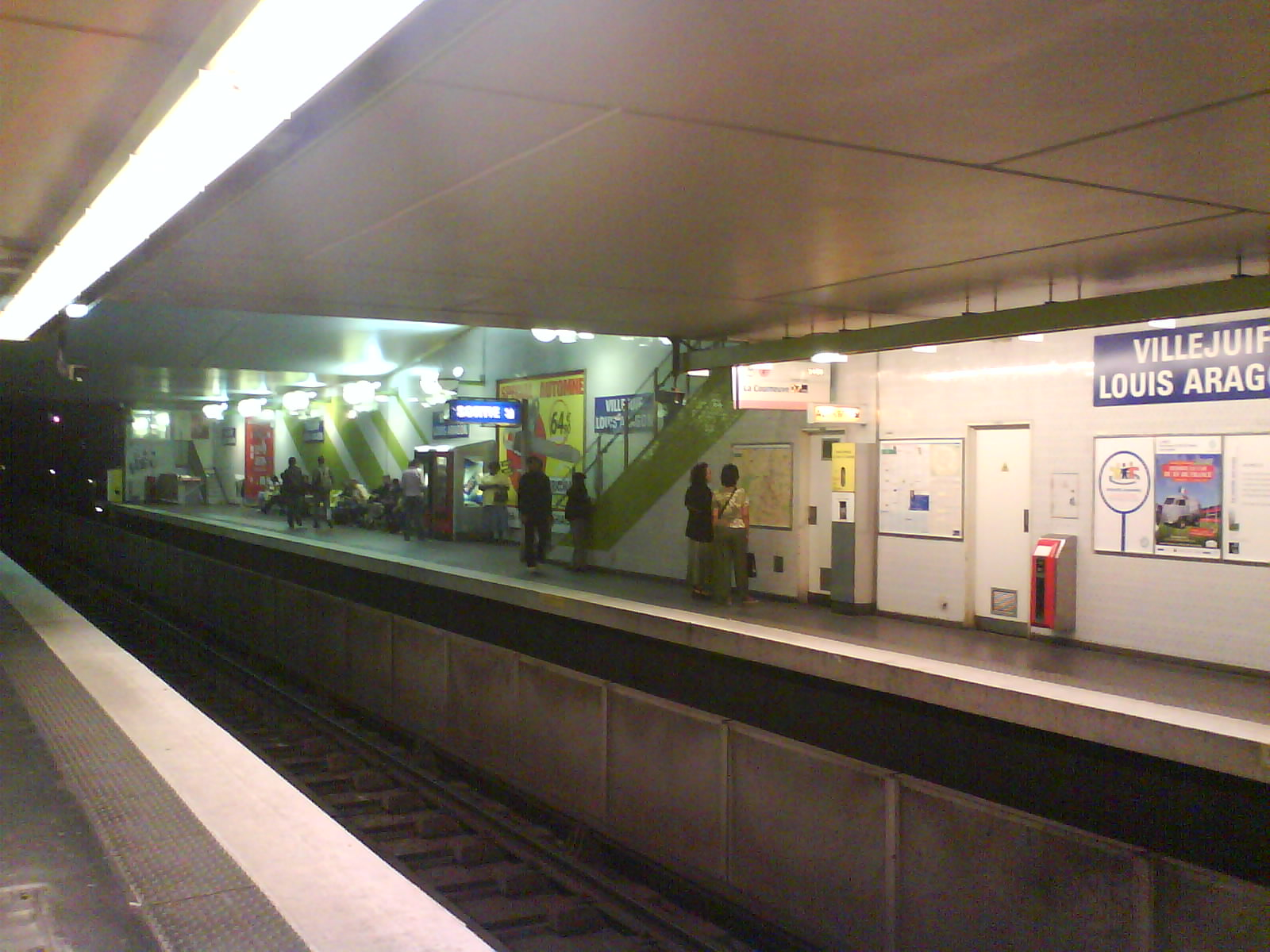
Perony stacji Villejuif – Louis Aragon, stanowiącej południowy koniec linii.

O wydłużeniu linii do miasta Villejuif, śladem drogi krajowej numer 7, zdecydowano w 1973 roku. Celem wydłużenia było objęcie obsługą metra terenu, na którym przez ostatnie 35 lat populacja uległa podwojeniu, wobec czego spodziewano się zwiększyć liczbę przewożonych linią pasażerów o 12,6 mln rocznie po otwarciu pierwszego odcinka wydłużenia, tj. od stacji Maison Blanche do Le Kremlin-Bicêtre.
Przedłużenie ma formę ukośnego odgałęzienia łączącego się bezkolizyjnie z resztą linii na wysokości Porte d’Italie. Do stacji Le Kremlin-Bicêtre pociągi docierają rampą o nachyleniu 40‰. Jako że ruch pasażerski na obu odgałęzieniach linii jest stosunkowo zrównoważony, obecność rozgałęzienia nie jest pod tym względem kłopotliwa. Pierwszy fragment, wybudowany metodą odkrywką, o jednej stacji – Le Kremlin-Bicêtre – został otwarty 10 grudnia 1982 roku, a jego budowa pochłonęła 290 mln franków. Drugi etap z trzema stacjami, z których końcową jest Villejuif – Louis Aragon został ukończony 28 lutego 1985 roku.

### Wydłużenia linii w Sekwana-Saint-Denis
W czerwcu 1975 roku zarząd transportu w Paryżu zdecydował o wydłużeniu linii 7 na północ do fortu w Aubervilliers, z dwoma klasycznymi stacjami o peronach bocznych. To przedłużenie liczące 2,375 km wybudowano wzdłuż drogi krajowej nr 2, przyłączając je do pętli istniejącej na dotychczasowej stacji końcowej Porte de la Villette. Prace nad pierwszym odcinkiem rozpoczęły się w 1976, a nad drugim w 1977 roku. Z wyjątkiem połączeń z pętlą w la Villette, tunel powstał metodą odkrywkową.
Przedłużenie zostało otwarte 4 października 1979. Od tego czasu tory pętli w la Villette są użytkowane jako garaże.
6 maja 1987 roku linia została ponownie wydłużona na północ, do stacji La Courneuve – 8 Mai 1945, w celu umożliwienia przesiadki z metra do linii tramwajowej T1, otwartej w 1992 roku.

## Trasa i stacje

### Trasa

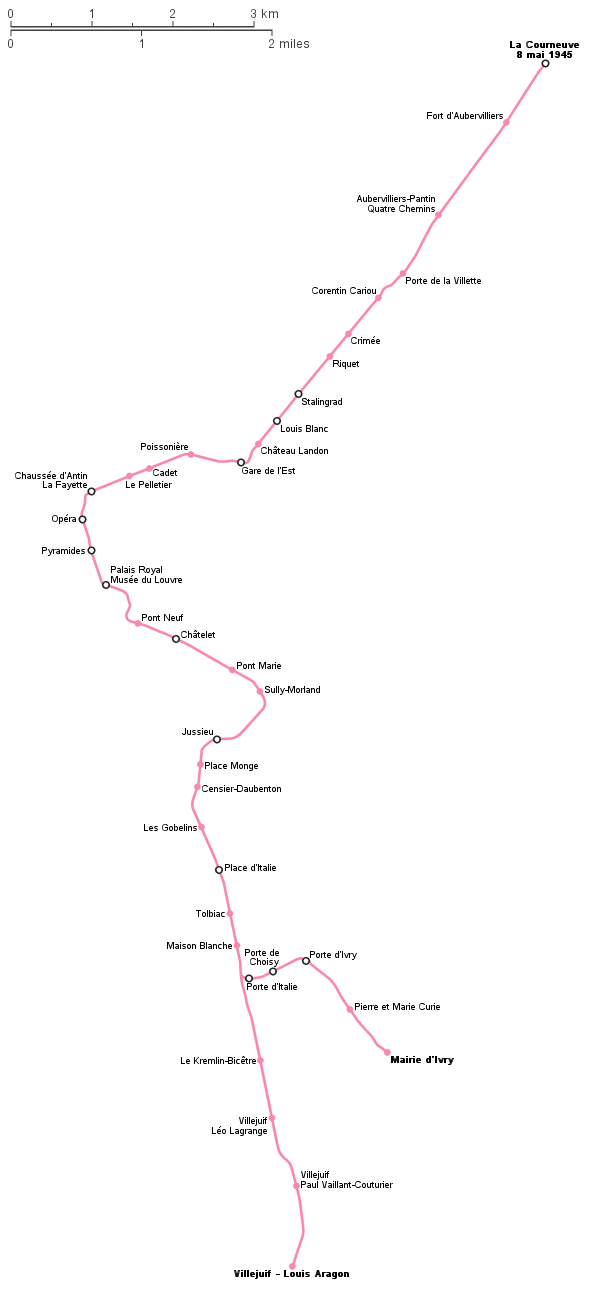
Mapa ściśle odwzorowująca przebieg linii.

Całkowita długość linii 7 wynosi 18,594 km. Jest całkowicie podziemna. Ma 38 stacji, co czyni ją linią o największej ich liczbie w całej sieci. Na południu, na stacji Maison Blanche linia rozgałęzia się – pociągi kursują na przemian do stacji Villejuif – Louis Aragon i Mairie d’Ivry.
Północny koniec linii znajduje się w mieście La Courneuve, w departamencie Sekwana-Saint-Denis, pod Carrefour des Quatre-Routes, na skrzyżowaniu dróg krajowych nr 186 i nr 2. Stacja La Courneuve – 8 Mai 1945 umożliwia przesiadkę do tramwaju linii T1. Stacja ma trzy tory, z których środkowy może służyć zarówno przyjazdom, jak i odjazdom pociągów. Wszystkie trzy tory mają przedłużenie poza obrębem stacji, pełniąc funkcję postojową i manewrową (w przypadku jednego z torów).
Biegnąc pod drogą krajową nr 2, linia kieruje się na południowy zachód, obsługując stacje Fort d’Aubervilliers i Aubervilliers – Pantin – Quatre Chemins. 400 metrów dalej linia wkracza w obręb Paryża, a pojedynczy tunel rozdziela się na dwa, umożliwiając połączenie z pętlą przy stacji Porte de la Villette. Tor 1, biegnąc z północy przechodzi pod bocznicami prowadzącymi do warsztatów La Villette oraz pod trzytorową pętlą, dziś pełniącą rolę garaży, pokonując nachylenie rzędu 40‰ (czyli 40 milimetrów na metr lub 4%). Następnie tor 1 powraca na wysokość toru 2, docierając do 4-torowej stacji Porte de la Villette.
Trasa ponownie pokonuje nachylenie 40‰, aby przebiec pod kanałem Saint-Denis, po czym powraca na pierwotną głębokość nachyloną również pod kątem 40‰ rampą, aby dotrzeć do stacji Corentin Cariou. Przeszedłszy przez kolejne dwie stacje, linia dociera do stacji przesiadkowej Stalingrad, a następnie przechodzi pod Rue La Fayette.
Pomiędzy stacjami Stalingrad i Château-Landon trasa przebiega pod tunelem linii 5 i jednym z ważniejszych kolektorów ściekowych. Następnie tunel rozdziela się i oba tory docierają na osobne, położone na różnych poziomach, perony stacji Louis Blanc. Nietypowy układ stacji spowodowany jest istnieniem połączenia z dawnym odgałęzieniem do Pré Saint-Gervais, dziś stanowiącego linię 7 bis.
Pokonując nachylenie pod kątem 40‰, oba tunele łączą się w jeden za stacją Château-Landon, na której są odseparowane murem. Ciasny łuk pokonujący różnicę poziomów pozwala tunelowi przebiec przed dworcem Gare de l’Est, sytuując się na osi wschód-zachód. Stacja Gare de l’Est linii 7 częściowo przylega do stacji linii 5 o tej samej nazwie i jest z nią połączoną krótkim korytarzem na końcu peronów. Pod tymi dwoma stacjami usytuowana jest stacja linii 4. Dalszy bieg trasy odbywa się w kierunku zachodnim pod Rue de Chabrol, ponad tunelem linii B i D RER, następnie tunel biegnie ponownie pod Rue La Fayette, gdzie trasa skręca na południowy zachód. W ciągu biegnącego prosto tunelu o długości 1600 m usytuowane są cztery stacje.

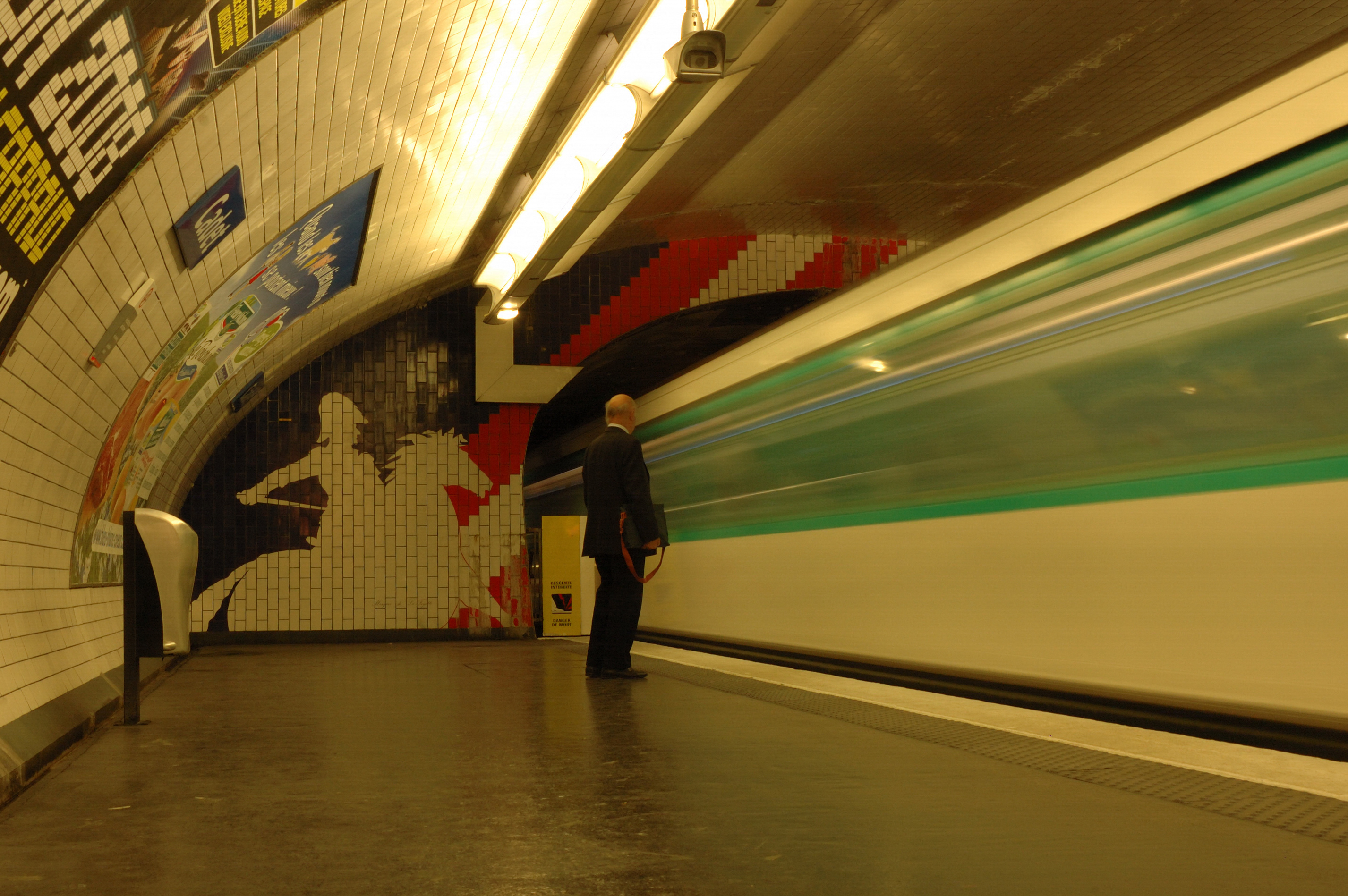
Wjazd składu typu MF 77 na stację Cadet.

Za stacją Chaussée d’Antin – La Fayette znajduje się połączenie pomiędzy liniami 3 i 7, następnie trasa przebiega ponad tunelem linii 9 pod Rue Halévy, mijając od wschodu budynek Opéra Garnier. Linia przebiega przez wspólną stację Opéra ponad tunelem linii 8 i pod tunelem linii 3, a także nad trasą linii A RER, usytuowanym poniżej przebiegu linii 8. Następnie linia wkracza pod Avenue del’Opéra, biegnąc na południowy wschód. Tunel przebiega nad kolektorem Clichy, aby dotrzeć do stacji Pyramides i Palais-Royal.
Trasa omija zygzakiem Luwr i dociera na stację Pont Neuf pod Quai du Louvre, przechodząc pod tunelem linii 1. Pomiędzy stacjami Pont Neuf i Châtelet 100-metrowy fragment trasy ma 3 tory – dodatkowy, środkowy tor służy garażowaniu pociągów i jest połączony z pozostałymi torami na każdym z końców. Trzeci tor może także służyć prowizorycznemu zawracaniu lub wymijaniu się pociągów.
Od tego momentu trasa biegnie pod nabrzeżami Sekwany, na jej prawym brzegu. Linia dociera do stacji przesiadkowej Châtelet, następnie obsługuje stacje Pont Marie i Sully – Morland, gdzie jest usytuowana nad tunelem linii 14. Spadkiem pod kątem 40‰ tunel kieruje się pod Sekwanę, przebiega pod linią C RER i linią 10 metra, następnie znów rampą o nachyleniu 40‰ dociera na poziom stacji Jussieu, przesiadkowej na biegnącą równolegle linię 10.
Linia przekracza kolektor Bièvre, przechodzi pod budynkami i Arenami Lutecji, pod kątem 40‰ wspina się na poziom toru łączącego z linią 10, następnie wkracza na stację Place Monge, by znów zejść w głąb rampą o nachyleniu 40‰ i dotrzeć do stacji Censier – Daubenton. Dalej linia biegnie pod Avenue des Gobelins, obsługuje stację Les Gobelins i dociera do Place d’Italie.

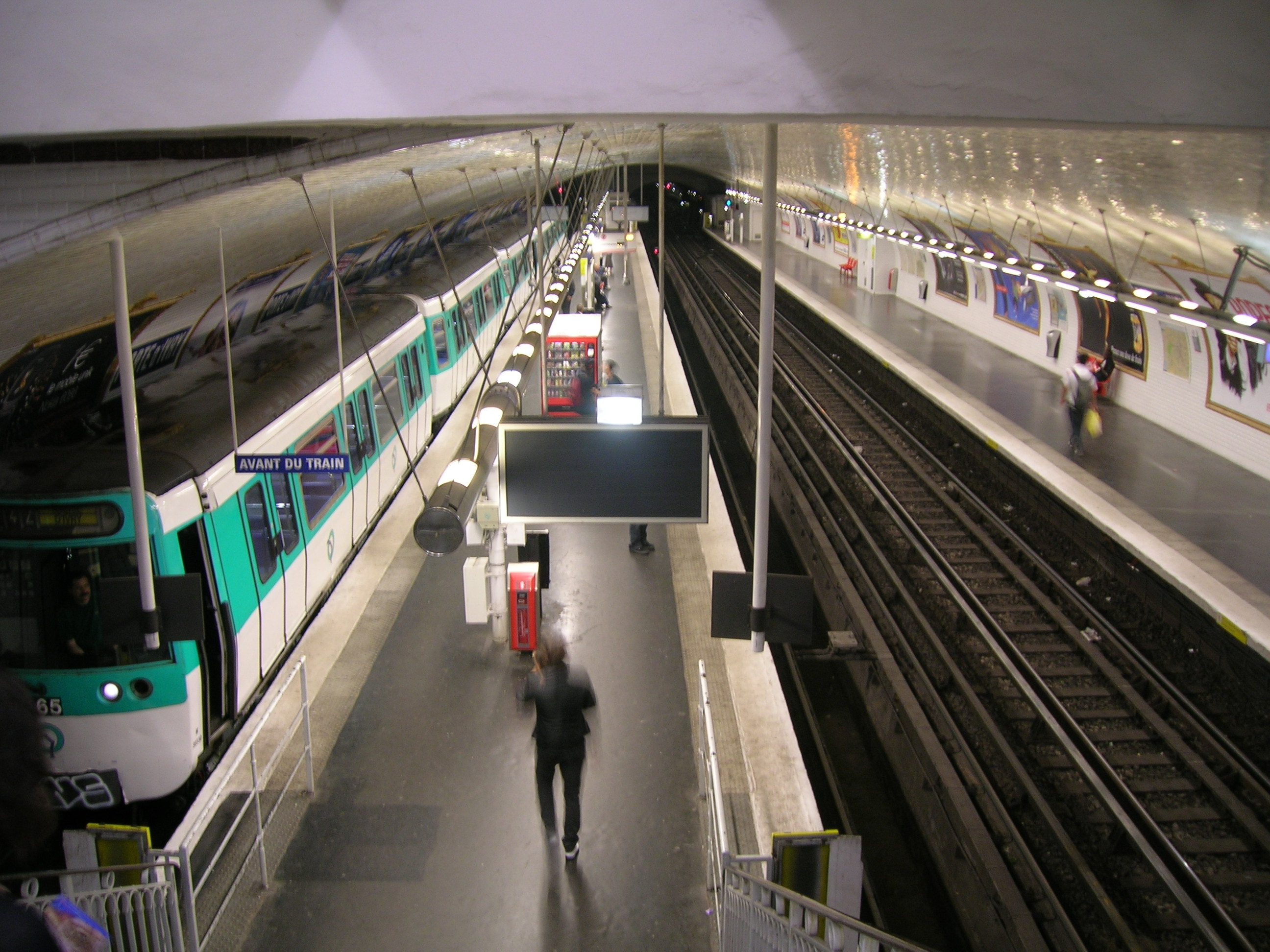
Stacja Porte d’Ivry.

Następnie trasa przebiega pod pętlą stacji końcowej linii nr 5, gdzie znajduje się stacja Place d’Italie, potem pod tunelem linii 6, gdzie znajduje się łącznik z linią 5, i w końcu pod bocznicą łączącą linię 6 z 7. Kilkadziesiąt metrów dalej bocznica ta łączy się z linią, tuż przed jej dotarciem do stacji Tolbiac (tu linia znów pokonuje różnicę wysokości). Następnie tunele ponownie pokonują spadek, aby osiągnąć stację Maison Blanche. To właśnie za nią znajduje się rozgałęzienie linii, dokładnie pod nieczynną dziś trasą kolejową Petite Ceinture.
Odgałęzienie do stacji Marie d’Ivry wygina się na wschód, aby pobiec pod Boulevards des Maréchaux, gdzie usytuowane są stacje Porte d’Italie i Porte de Choisy. Pokonując zakręt, linia kieruje się na południowy wschód, gdzie dociera do stacji Porte d’Ivry, dawniej końcowej, mającej 3 tory przy krawędziach peronowych. Za tą stacją znajduje się bocznica prowadząca do warsztatów Choisy. Dalej tunel opuszcza Paryż, przecinając miasto Ivry-sur-Seine w departamencie Dolina Marny, gdzie umiejscowiona jest stacja Pierre et Marie Curie. Aby dotrzeć do kolejnej stacji, Mairie d’Ivry linia pokonuje nachylenie pod kątem 36,75‰. Ta stacja, będąca końcową stacją linii, ma 3 tory przy krawędziach peronowych, których przedłużeniem są tory odstawcze położone pod Rue Robespierre.
Odgałęzienie w kierunku stacji Villejuif – Louis Aragon biegnie pod Avenue de la Porte d’Italie, przechodząc jednym z torów (nr 2) pod tunelem odgałęzienia do Marie d’Ivry. Tunel opuszcza Paryż, wkraczając do miasta Le Kremlin-Bicêtre, położonego również w departamencie Val-de-Marne. Trasa biegnie tu w całości pod drogą krajową nr 7. Po długim odcinku bez stacji, linia obsługuje stację Le Kremlin-Bicêtre, następnie dwie stacje w mieście Villejuif, aż dociera do stacji końcowej Villejuif – Louis Aragon o dwóch torach. Za stacją mieszczą się trzy długie tory odstawcze.

### Plan linii
Plan linii w postaci schematycznej stosowanej w systemie informacji liniowej przez Régie autonome des transports parisiens (RATP), przedsiębiorstwo obsługujące sieć metra.

### Lista stacji
Na południu linia 7 rozgałęzia się, tworząc dwie odnogi, jedną w kierunku Ivry-sur-Seine na południowym wschodzie, a drugą w stronę Villejuif na południu. Linia jest wyposażona w system liniowej informacji pasażerskiej (fr. Système d'information en ligne, określany skrótem SIEL), pozwalający wyświetlać czas oczekiwania na składy w każdym z kierunków, tj. zmierzające zarówno na jedno, jak i na drugie odgałęzienie.
Lista wymienia stacje kolejno, począwszy od północy, aż do południowych stacji końcowych linii. Kursywą podano dodatkowe informacje o położonych w pobliżu stacji obiektach, naniesione w systemie informacji pasażerskiej linii. Podano wyłącznie przesiadki na linie metra, RER i tramwaju.
| #                           | Nazwa                                                    | Miejscowość/dzielnica        | Otwarcie    | Możliwe przesiadki | Liczba pasażerów (2021) | Pozycja w całym systemie względem liczby pasażerów (2021) |
| --------------------------- | -------------------------------------------------------- | ---------------------------- | ----------- | ------------------ | ----------------------- | --------------------------------------------------------- |
| Odcinek wspólny             |                                                          |                              |             |                    |                         |                                                           |
| 1                           | La Courneuve – 8 Mai 1945                                | La Courneuve                 | 1987        |                    | 4 924 444               | 37                                                        |
| 2                           | Fort d’Aubervilliers                                     | Aubervilliers                | 1979        | –                  | 3 103 518               | 99                                                        |
| 3                           | Aubervilliers – Pantin – Quatre Chemins                  | Aubervilliers; Pantin        | 1979        | –                  | 5 616 435               | 23                                                        |
| 4                           | Porte de la Villette Cité des Sciences et de l’Industrie | 19. dzielnica                | 1910        |                    | 2 706 288               | 126                                                       |
| 5                           | Corentin Cariou                                          | 19. dzielnica                | 1910        | –                  | 1 697 076               | 209                                                       |
| 6                           | Crimée                                                   | 19. dzielnica                | 1910        | –                  | 3 543 952               | 75                                                        |
| 7                           | Riquet                                                   | 19. dzielnica                | 1910        | –                  | 1 588 438               | 223                                                       |
| 8                           | Stalingrad                                               | 10. dzielnica; 19. dzielnica | 1910        |                    | 4 924 583               | 36                                                        |
| 9                           | Louis Blanc                                              | 10. dzielnica                | 1910        |                    | 1 548 029               | 227                                                       |
| 10                          | Château-Landon                                           | 10. dzielnica                | 1910        |                    | 1 140 353               | 270                                                       |
| 11                          | Gare de l’Est Verdun                                     | 10. dzielnica                | 1910        |                    | 15 538 471              | 5                                                         |
| 12                          | Poissonnière                                             | 9. dzielnica; 10. dzielnica  | 1910        | –                  | 2 306 725               | 148                                                       |
| 13                          | Cadet                                                    | 9. dzielnica                 | 1910        | –                  | 1 843 984               | 195                                                       |
| 14                          | Le Peletier                                              | 9. dzielnica                 | 1911        | –                  | 1 677 832               | 212                                                       |
| 15                          | Chaussée d’Antin – La Fayette                            | 9. dzielnica                 | 1910        |                    | 4 251 916               | 48                                                        |
| 16                          | Opéra                                                    | 2. dzielnica; 9. dzielnica   | 1910        |                    | 5 193 831               | 32                                                        |
| 17                          | Pyramides                                                | 1. dzielnica                 | 1916        |                    | 3 962 698               | 56                                                        |
| 18                          | Palais Royal – Musée du Louvre                           | 1. dzielnica                 | 1916        |                    | 4 822 599               | 40                                                        |
| 19                          | Pont-Neuf La Monnaie                                     | 1. dzielnica                 | 1926        | –                  | 1 188 930               | 264                                                       |
| 20                          | Châtelet                                                 | 1. dzielnica; 4. dzielnica   | 1926        |                    | 8 350 794               | 10                                                        |
| 21                          | Pont Marie Cité des Arts                                 | 4. dzielnica                 | 1926        | –                  | 1 101 482               | 276                                                       |
| 22                          | Sully – Morland                                          | 4. dzielnica                 | 1930        | –                  | 1 124 169               | 272                                                       |
| 23                          | Jussieu                                                  | 5. dzielnica                 | 1931        |                    | 2 889 642               | 114                                                       |
| 24                          | Place Monge Jardin des Plantes – Arènes de Lutèce        | 5. dzielnica                 | 1930 (1931) | –                  | 1 837 996               | 196                                                       |
| 25                          | Censier – Daubenton                                      | 5. dzielnica                 | 1930 (1931) | –                  | 2 291 843               | 150                                                       |
| 26                          | Les Gobelins                                             | 5. dzielnica; 13. dzielnica  | 1930 (1931) | –                  | 2 365 942               | 143                                                       |
| 27                          | Place d'Italie                                           | 13. dzielnica                | 1930 (1931) |                    | 7 119 097               | 14                                                        |
| 28                          | Tolbiac                                                  | 13. dzielnica                | 1930 (1931) | –                  | 2 287 918               | 153                                                       |
| 29                          | Maison Blanche                                           | 13. dzielnica                | 1930 (1931) | –                  | 1 203 631               | 262                                                       |
| Odcinek południowy          |                                                          |                              |             |                    |                         |                                                           |
| 30                          | Le Kremlin-Bicêtre                                       | Le Kremlin-Bicêtre           | 1982        | –                  | 2 925 325               | 112                                                       |
| 31                          | Villejuif – Léo Lagrange                                 | Villejuif                    | 1985        | –                  | 1 952 627               | 182                                                       |
| 32                          | Villejuif – Paul Vaillant-Couturier Hôpital Paul Brousse | Villejuif                    | 1985        | –                  | 1 764 879               | 200                                                       |
| 33                          | Villejuif – Louis Aragon                                 | Villejuif                    | 1985        |                    | 5 218 070               | 30                                                        |
| Odcinek południowo-wschodni |                                                          |                              |             |                    |                         |                                                           |
| 34                          | Porte d'Italie                                           | 13. dzielnica                | 1930 (1931) |                    | 1 507 152               | 236                                                       |
| 35                          | Porte de Choisy                                          | 13. dzielnica                | 1930 (1931) |                    | 1 592 144               | 221                                                       |
| 36                          | Porte d'Ivry                                             | 13. dzielnica                | 1931        |                    | 1 282 199               | 253                                                       |
| 37                          | Pierre et Marie Curie                                    | Ivry-sur-Seine               | 1946        | –                  | 1 100 552               | 277                                                       |
| 38                          | Mairie d'Ivry                                            | Ivry-sur-Seine               | 1946        | –                  | 2 042 071               | 174                                                       |

### Zmiany nazw stacji

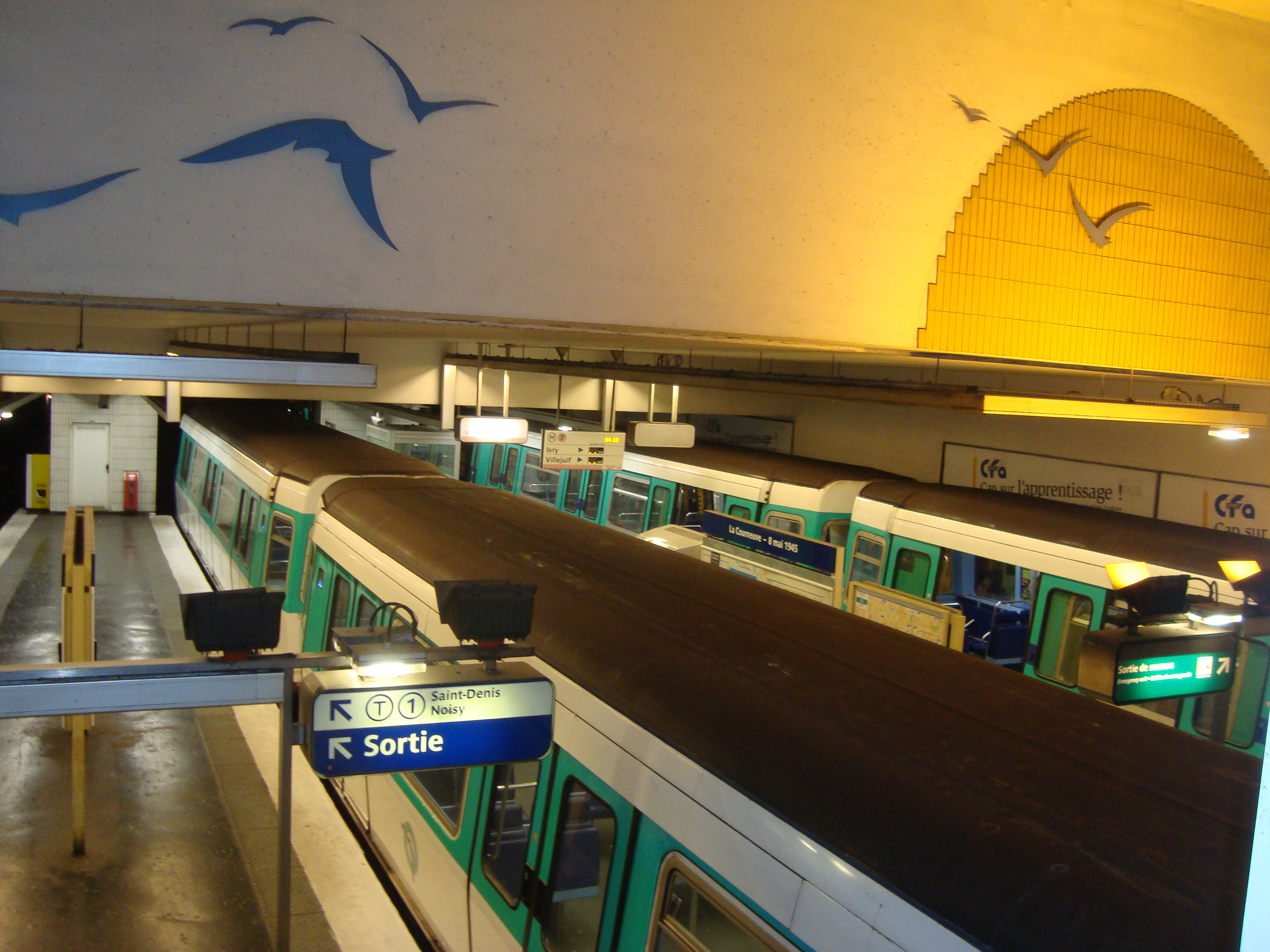
Widok stacji La Courneuve – 8 Mai 1945.

W dziejach linii 7 pięć spośród jej stacji zmieniało nazwy:
- Rue d’Allemagne została przemianowana na Jaurès w sierpniu 1914;
- Pont Notre-Dame została przemianowana na Pont Notre-Dame – Pont au Change 1 listopada 1926, a następnie na Châtelet 15 kwietnia 1934; nazwa Pont au Change widnieje jeszcze na ceramicznych płytkach na ścianach stacji;
- Boulevard de la Villette została przemianowana na Aubervilliers – Boulevard de la Villette 6 października 1942, a następnie na Stalingrad 10 lutego 1946;
- Pont de Flandres została przemianowana na Corentin Cariou 10 lutego 1946;
- Pierre Curie została przemianowana na Pierre et Marie Curie 8 marca 2007.

### Stacje o nietypowym wystroju

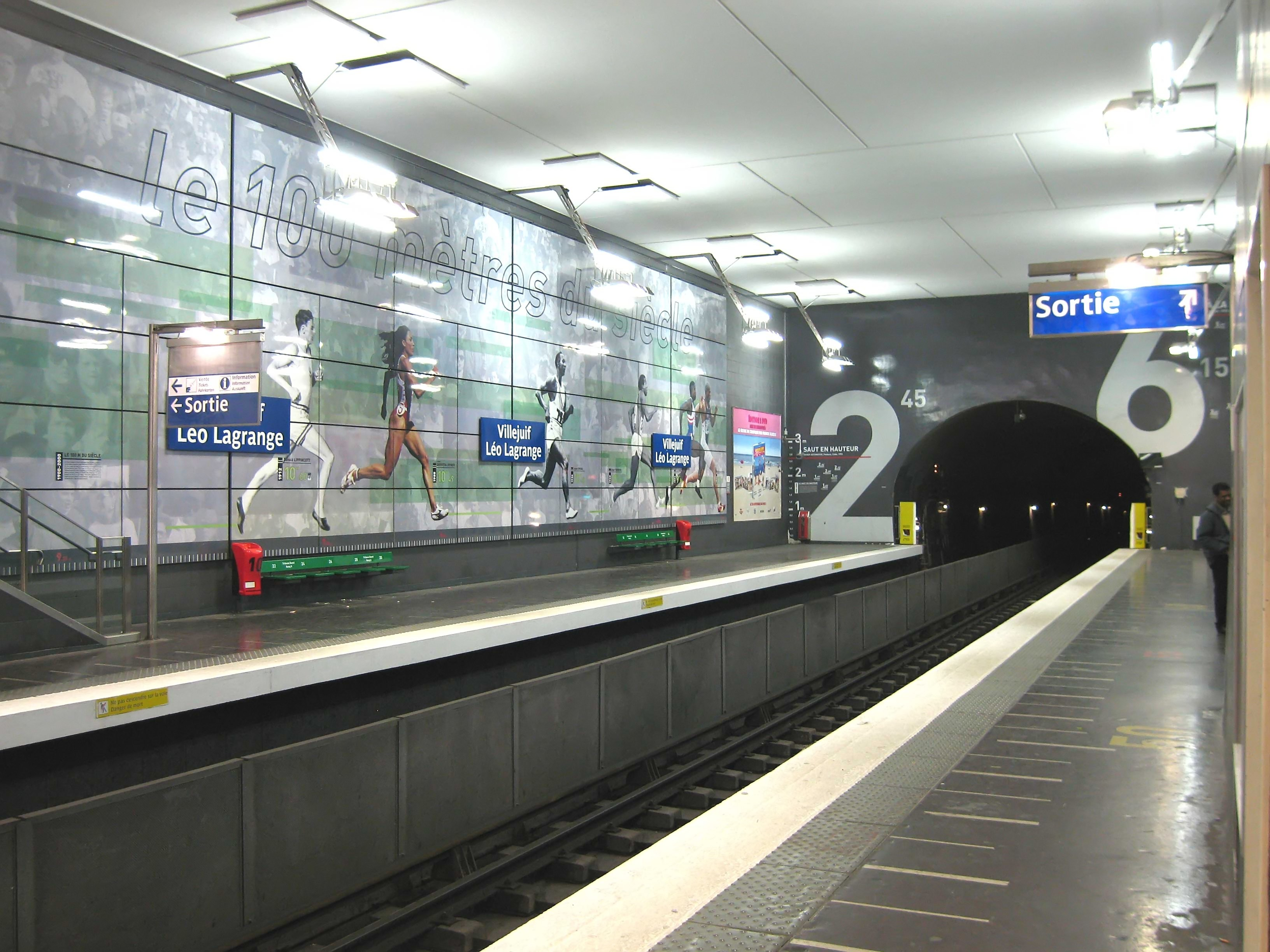
Perony stacji Villejuif – Léo Lagrange.

Sześć spośród stacji linii 7 ma nietypową dekorację tematyczną:
- La Courneuve – 8 Mai 1945 ma na dwóch ścianach dekorację przedstawiającą ptaki i zachodzące lub wschodzące słońce.
- Cadet ma na peronach dekorację w barwach flagi Stanów Zjednoczonych.
- Chaussée d’Antin – La Fayette ma na sklepieniu fresk o powierzchni 470 m², wykonany przez Hiltona McConnico z okazji dwustulecia rewolucji francuskiej w 1989 roku. Przedstawia on markiza La Fayette wskazującego palcem Nowy Świat pod postacią dziecka, spoglądającego na żołnierzy i La Fayette'a. Wolność, symbolizowana przez młodą kobietę, trzyma płomień i patrzy na traktat o współpracy między La Fayettem a Jerzym Waszyngtonem. Dalej La Fayette patrzy w stronę Wolności.
- Palais Royal – Musée du Louvre ma oryginalne wejście, nazywane kioskiem nocnych Marków (fr. Le Kiosque des noctambules), zaaranżowane na stulecie metra.
- Pont Neuf ma na ścianach reprodukcje w znacznym powiększeniu kilkudziesięciu monet, będące nawiązaniem do znajdującego się w pobliżu budynku mennicy paryskiej. Pas monet zaczyna się na jednym z peronów, przebiega po sklepieniu i kończy się na drugim peronie. Na peronach stacji znajduje się również zabytkowy stempel do wybijania monet oraz dwie gabloty, w których wystawiono autentyczne monety.
- Villejuif - Léo Lagrange otrzymała dekorację o tematyce sportowej z okazji stulecia metra. Wzdłuż peronów wypisano osiągnięcia największych światowych sportowców.

### Łączniki z resztą sieci

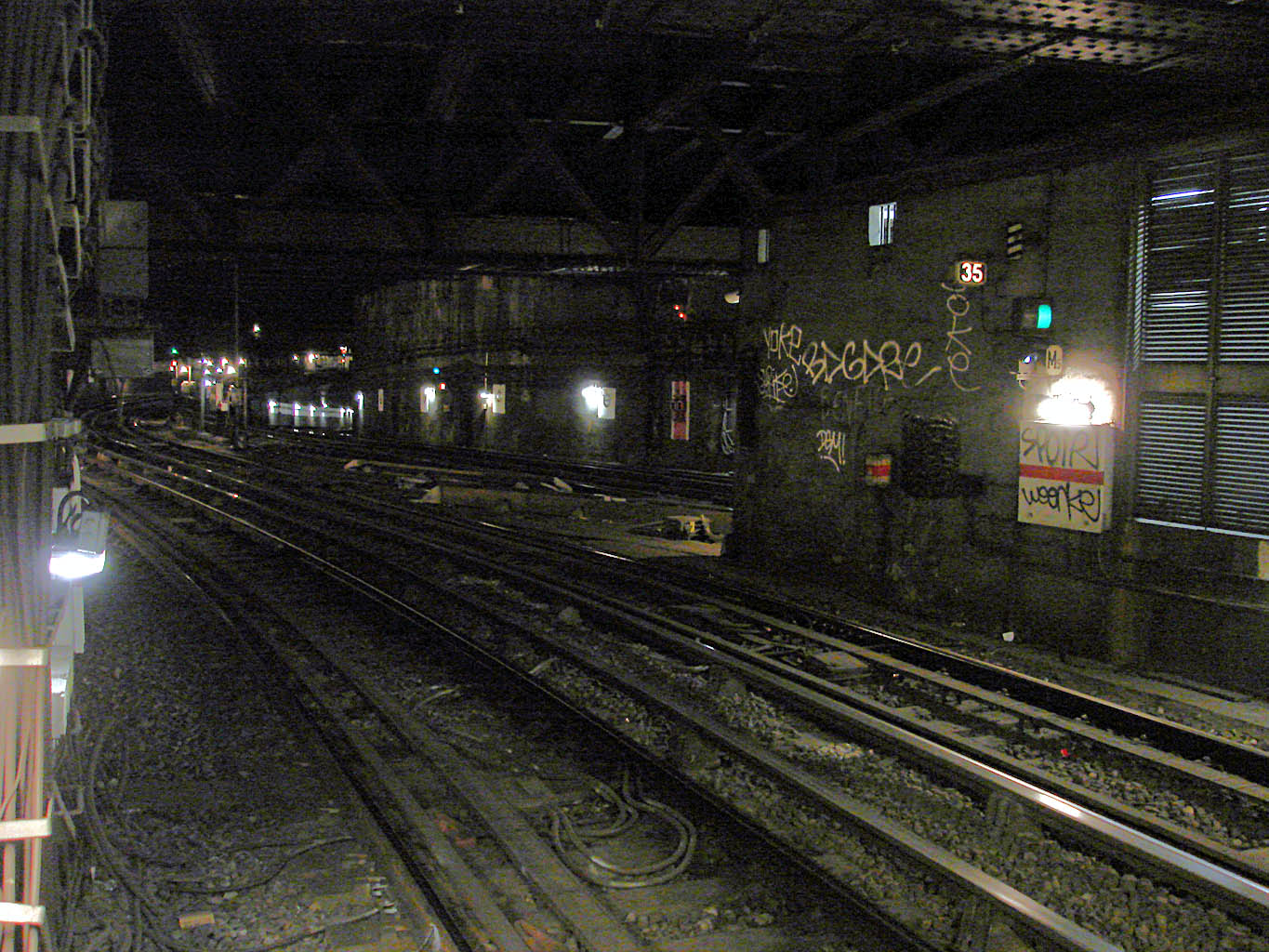
Krótki łącznik pomiędzy liniami 5 (na pierwszym planie) i 7 (w tle), na zachód od stacji Gare de l’Est.

Linia liczy sześć łączników zapewniających połączenie z resztą sieci metra:
- z linią 7 bis za każdym z peronów stacji Louis Blanc, od strony południowej, zwrotnica zjazdowa na torze w kierunku Villejuif/Ivry, rozjazdowa na torze w kierunku La Courneuve;
- z linią 5 za stacją Gare de l’Est, od strony zachodniej, łączący się z torem w stronę La Courneuve, znajdujący się we wspólnym, 4-torowym tunelu linii 7 i 5, zwrotnica zjazdowa;
- z linią 3 za stacją Chaussé d’Antin – La Fayette od strony południowo-zachodniej, łączący się z torem w stronę Villejuif/Ivry, zwrotnica rozjazdowa;
- z linią 10 przed stacją Place Monge od strony północnej, łączący się z torem w stronę Villejuif/Ivry, zwrotnica zjazdowa; to połączenie było używane w ruchu liniowym w latach 1930-1931;
- z linią 5 pomiędzy stacjami Tolbiac i Place d’Italie, łączący się z torem w kierunku La Courneuve, zwrotnica rozjazdowa; ten łącznik pełni funkcję garażu dla linii 5 odkąd 19 stycznia 2009 otwarto pętlę na Place d’Italie;
- z linią 6 pomiędzy stacjami Place d’Italie i Tolbiac, łączący się z torem w kierunku Villejuif/Ivry, zwrotnica zjazdowa.

### Warsztaty

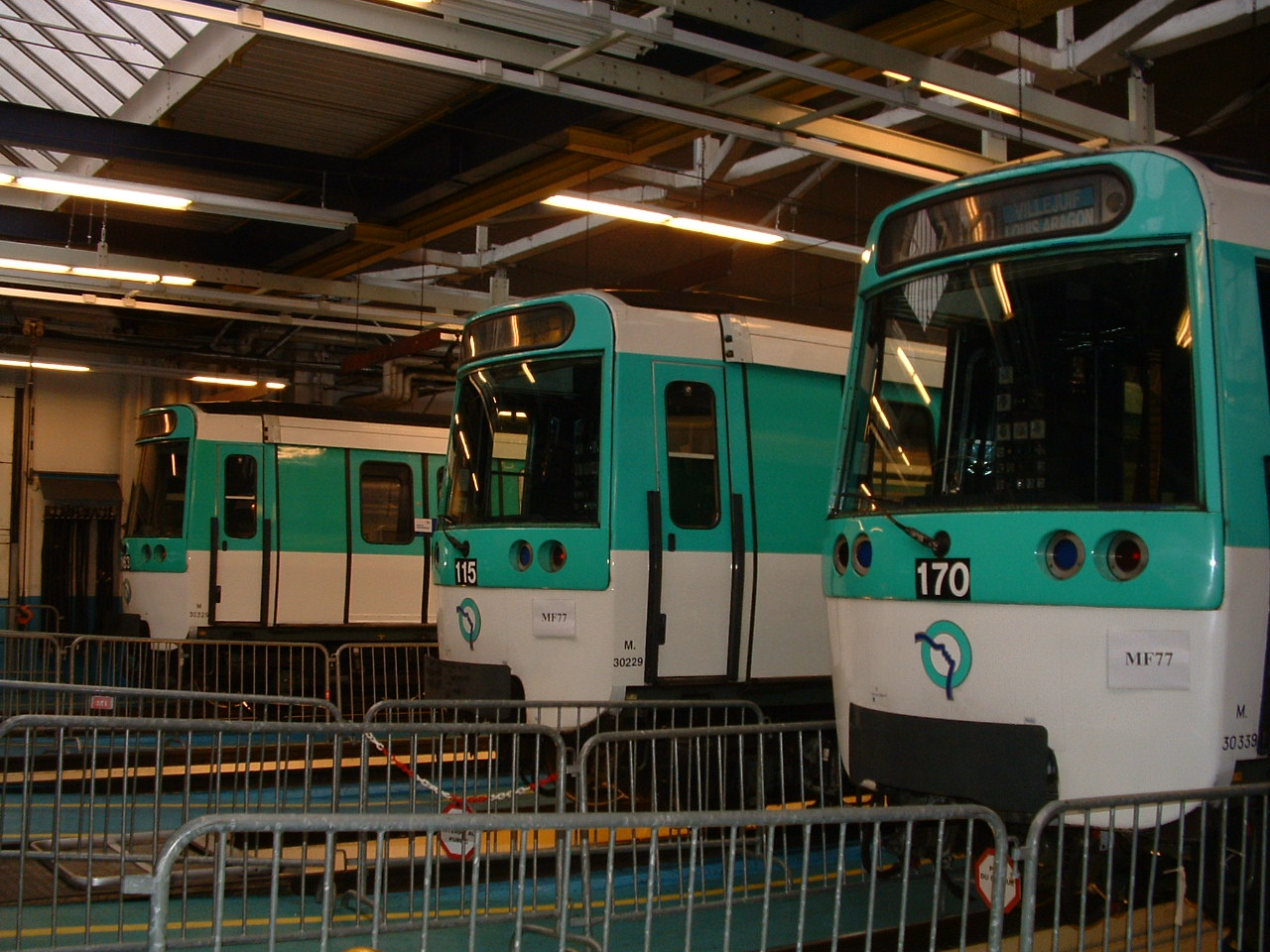
Składy MF 77 w warsztatach Choisy.

Początkowo tabor linii był obsługiwany przez warsztaty La Villette. Są one połączone z linią bocznicą biegnącą na zachód od stacji Porte de la Villette. Dziś służą one za bazę utrzymania torów całej sieci metra.
Od 1931 roku, kiedy wydłużono linię do Porte d’Ivry i wybudowano warsztaty Choisy, tabor jest obsługiwany przez tamtejszy warsztat utrzymania (fr. atelier de maintenance, AMT). Warsztaty Choisy są położone w 13. dzielnicy Paryża w pobliżu obwodnicy i są połączone bocznicą z, dawniej końcową, stacją Porte d’Ivry. W 2007 roku pracowało w nich 330 osób.
Większe prace przy utrzymaniu taboru, jak również stałe przeglądy są realizowane w warsztatach Saint-Ouen, razem z innymi pociągami typu MF 77 kursującymi w sieci. Otwarte w 1908, warsztaty te są usytuowane w gminie Saint-Ouen, w departamencie Sekwana-Saint-Denis, w pobliżu obwodnicy Paryża, i są połączone z linią 4. Składają się one z trzech części: AMT dla składów linii 4, warsztatu przeglądów wszystkich składów typu MF 77 i taboru technicznego metra oraz warsztatu przeglądów osprzętowania elektronicznego składów wszystkich typów. Cały kompleks zajmuje powierzchnię 34 000 m². W 2007 w tych warsztatach (nie licząc części będącej AMT linii 4) pracowało 200 osób.

## Eksploatacja

### Ruch pociągów

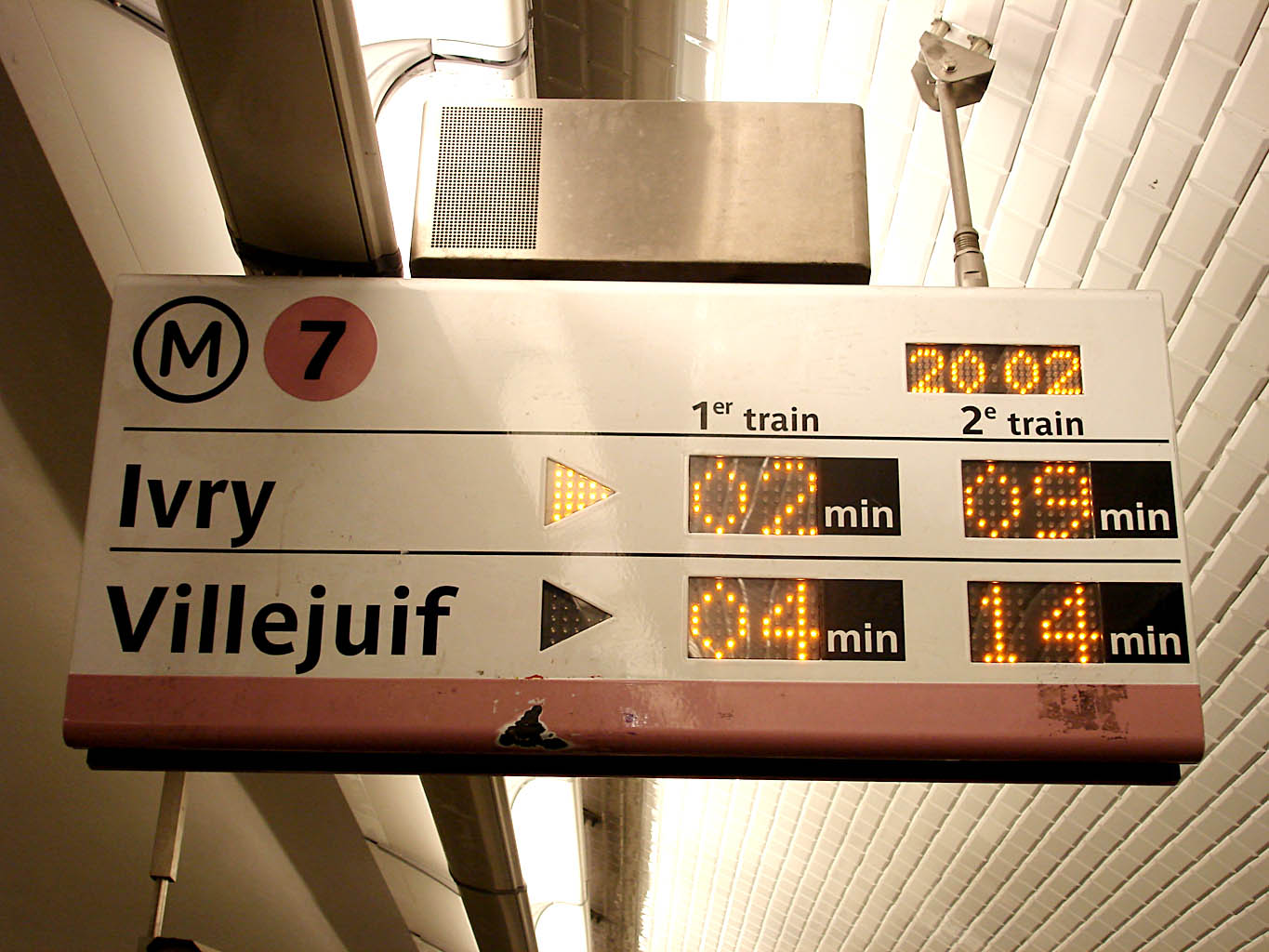
Tablica systemu SIEL na stacji Opéra.

W 2008 roku przejazd całej linii (w każdym z kierunków) zajmował 48-56 minut w zależności od wariantu trasy (A, B, C lub D). Jak na wszystkich głównych liniach metra, pierwszy odjazd ze stacji końcowej ma miejsce około godziny 5:30, jednak na linii 7 w tym czasie (o 5:29) wyrusza w kierunku południowym także pociąg o skróconej trasie, ze stacji Porte de la Villette. Z końcowej stacji La Courneuve pierwszy pociąg w kierunku Mairie d’Ivry wyrusza o 5:29, a w kierunku Villejuif – Louis Aragon – o 5:33. Z tej ostatniej pierwszy pociąg w kierunku północnym wyrusza o 5:28, a pierwszy skład z Mairie d’Ivry – o 5:30.
Ostatni odjazd z La Courneuve odbywa się o godzinie 0:25 w kierunku Villejuif – Louis Aragon i 0:27 w kierunku Mairie d’Ivry. Ostatni pociąg w kierunku północnym, przemierzający całą linię, wyrusza ze stacji Mairie d’Ivry o godzinie 0:20, a ze stacji Villejuif – Louis Aragon – o 0:27. Ostatni pociąg ze stacji Mairie d’Ivry, o 0:33, dociera tylko do Porte de la Villette.
W piątkowe i sobotnie noce oraz w przeddzień świąt i w święta ostatni pociąg w kierunku południowym wyrusza o 0:27 z La Courneuve do stacji Mairie d’Ivry, natomiast w kierunku Villejuif – Louis Aragon ostatni pociąg wyjeżdża o 2:07 z Place d’Italie. Według ogłoszeń na stacjach, w te noce od godz. 1:00 odgałęzienie linii w kierunku stacji Villejuif – Louis Aragon jest odłączone od reszty linii i eksploatowane autonomicznie. Konieczna jest zatem przesiadka na stacji Maison Blanche. W kierunku północnym pierwszy pociąg ze stacji Villejuif – Louis Aragon wyrusza o 1:20 do stacji Place d’Italie, gdzie możliwa jest przesiadka na ostatni pociąg ze stacji Mairie d’Ivry, wyruszający o 1:28 do La Courneuve.
Średni odstęp między pociągami wynosi poza odgałęzieniami od 2 do 4 minut w ciągu dnia, od 5 do 7 minut późnym wieczorem, od 4 do 5 minut w niedzielę i 10 minut w piątkowe i sobotnie noce oraz w przeddzień świąt i w święta po godzinie 1:15 z piątku na sobotę i po 0:30 w pozostałe noce. Na odgałęzieniach średni odstęp pomiędzy składami waha się od 3 do 7 minut w ciągu dnia, od 10 do 30 minut wieczorem i od 7 do 9 minut w sobotę i niedzielę.

### Tabor
W momencie otwarcia linii 5 listopada 1910 roku, obsługiwana była ona składami 5-wagonowymi (w tym 3 wagony silnikowe), każdy po 10,850 metrów długości. Niskie zapełnienie linii spowodowało zmianę taboru na składy 4-wagonowe (w tym 2 wagony silnikowe) Sprague-Thomson serii 600 19 listopada tego samego roku. W 1923 powrócono do składów 5-wagonowych o 3 wagonach silnikowych. W 1969 składy MF 67 z drugiego zamówienia dla metra zostały przeznaczone na linię 7. Dostawa rozpoczęła się 14 czerwca 1971 i trwała do października 1973 roku. Stary tabor Sprague-Thomson został przekazany na linię 12, co pozwoliło do 15 maja 1972 roku wymienić jej składy na nowsze. Od 12 września 1979 roku na linii 7 kursują składy MF 77, obecnie jedyny typ pociągu na linii.

### Personel
Wyróżnia się dwie kategorie personelu: pracowników stacji i maszynistów. Pracownicy stacji odpowiadają za kasy biletowe, zapewniają nadzór pasażerów oraz zarządzają przestrzenią stacji, kontrolują działanie urządzeń stacyjnych, mogą też mieć inne zadania w zależności od potrzeb. Część pracowników pełni funkcję rezerwy, mającej na celu zmienianie pracowników przy kasach. Maszyniści odpowiadają za prowadzenie pociągów, pracując na 3 zmiany: dzienną, mieszaną i nocną.

### Taryfa i finansowanie
Taryfa biletowa na linii jest identyczna z tą funkcjonującą w całej sieci RATP. Bilet t+ pozwala na pojedynczy przejazd na dowolnym dystansie z dowolną liczbą przesiadek na inne linie metra lub RER w pierwszej strefie taryfowej.
Finansowanie funkcjonowania linii (utrzymanie infrastruktury i pociągów oraz pensje dla pracowników) należy do zadań RATP. Tymczasem dochody z biletów, których cena jest ustalana przez państwo, nie pokrywają całkowicie kosztów funkcjonowania linii. Pozostała kwota jest rekompensowana przez Zarząd Transportu regionu Île-de-France (fr. Syndicat des transports d’Île-de-France, STIF), na czele którego zasiada od 2005 roku prezydent Rady regionalnej Île-de-France, złożonego z członków wybranych w lokalnych wyborach. Zarząd określa generalne zasady eksploatacji sieci transportowej, jak również ramowe godziny i częstotliwość kursowania pojazdów komunikacji miejskiej. Równowagę finansową zapewnia coroczna wpłata na rzecz STIF dokonywana przez przedsiębiorców i jednostki samorządowe z regionu.

### Ruch pasażerski
Poziom ruchu pasażerskiego linii 7 wraz z 7 bis, sytuuje je na trzeciej pozycji w sieci paryskiego metra, ustępując jedynie liniom 1 i 4. Jednak od 1992 do 2004 roku popularność linii spadła o 0,3%, większy spadek zanotowano jedynie na linii 3 (w badaniu nie uczestniczyła linia 14, uruchomiona w 1998).
| Rok  | Pasażerowie (linia 7 i 7 bis) [mln] |
| ---- | ----------------------------------- |
| 1992 | 120,8                               |
| 1993 | 118,0                               |
| 1994 | 116,4                               |
| 1995 | 102,0                               |
| 1996 | 109,4                               |
| 1997 | 111,4                               |
| 1998 | 115,0                               |
| 1999 | 115,6                               |
| 2000 | 118,4                               |
| 2001 | 120,7                               |
| 2002 | 119,8                               |
| 2003 | 117,3                               |
| 2004 | 120,5                               |

Najbardziej uczęszczane stacje na linii to w kolejności malejącej Gare de l’Est (15,66 mln pasażerów), Place d’Italie (13,10 mln), Châtelet (12,84 mln) i Opéra (10,47 mln). W 1998 roku dzienny ruch pasażerski na linii 7 (bez linii 7 bis) sięgnął 398 975 pasażerów w dniu roboczym, 260 033 w sobotę i 156 850 w niedzielę. W 2003 roczny ruch pasażerski na linii (wyłączając linię 7 bis) wyniósł 113 611 641 pasażerów z dziennym przewozem średnio 409 534 pasażerów w dzień roboczy, 280 502 w sobotę i 181 751 w niedzielę.

## Planowane wydłużenia

### Wydłużenie na północ
Przedłużenie, pozostające w sferze hipotetycznych planów, jest wpisane w fazę 2 (na lata 2013-2020) Schematu przewodniego regionu Île-de-France (fr. Schéma directeur de la région Île-de-France), dokumentu określającego politykę urbanistyczną regionu. Badania przewidują wydłużenie linii o 3,7 km wzdłuż drogi krajowej nr 2, z dwoma nowymi stacjami. Pierwsza z nich miałaby się znaleźć przy dworcu kolejowym w Bourget (umożliwiając przesiadkę na linię B RER), druga zaś przed wejściem do Muzeum Lotnictwa i Astronautyki Le Bourget. Koszt przedłużenia jest szacowany na 340 mln €. Umożliwiałoby ono przesiadkę na linię czerwoną planowanej sieci transportu regionalnego Grand Paris Express, mającej powstać na bazie istniejącej infrastruktury kolejowej i metra.

### Wydłużenie na południe
Istnieje projekt przejęcia odgałęzienia linii 7 prowadzącego do Villejuif przez linię 14, po jej wydłużeniu do stacji Maison Blanche. Pozwoliłoby to zakończyć kłopotliwą eksploatację rozgałęzienia.
Według Schematu przewodniego regionu Île-de-France, przyjętego w 2008 roku, ten projekt wydaje się jednak być już nieaktualny.
Co więcej, obecnie przewiduje się przedłużenie linii 14 do Orly w ramach budowy sieci Grand Paris Express, po trasie zupełnie innej niż trasa odgałęzienia linii 7.
Do roku 2013 odgałęzienie do Villejuif ma zostać przedłużone w kierunku Athis-Mons za pomocą projektowanej linii tramwajowej T7.

## Turystyka

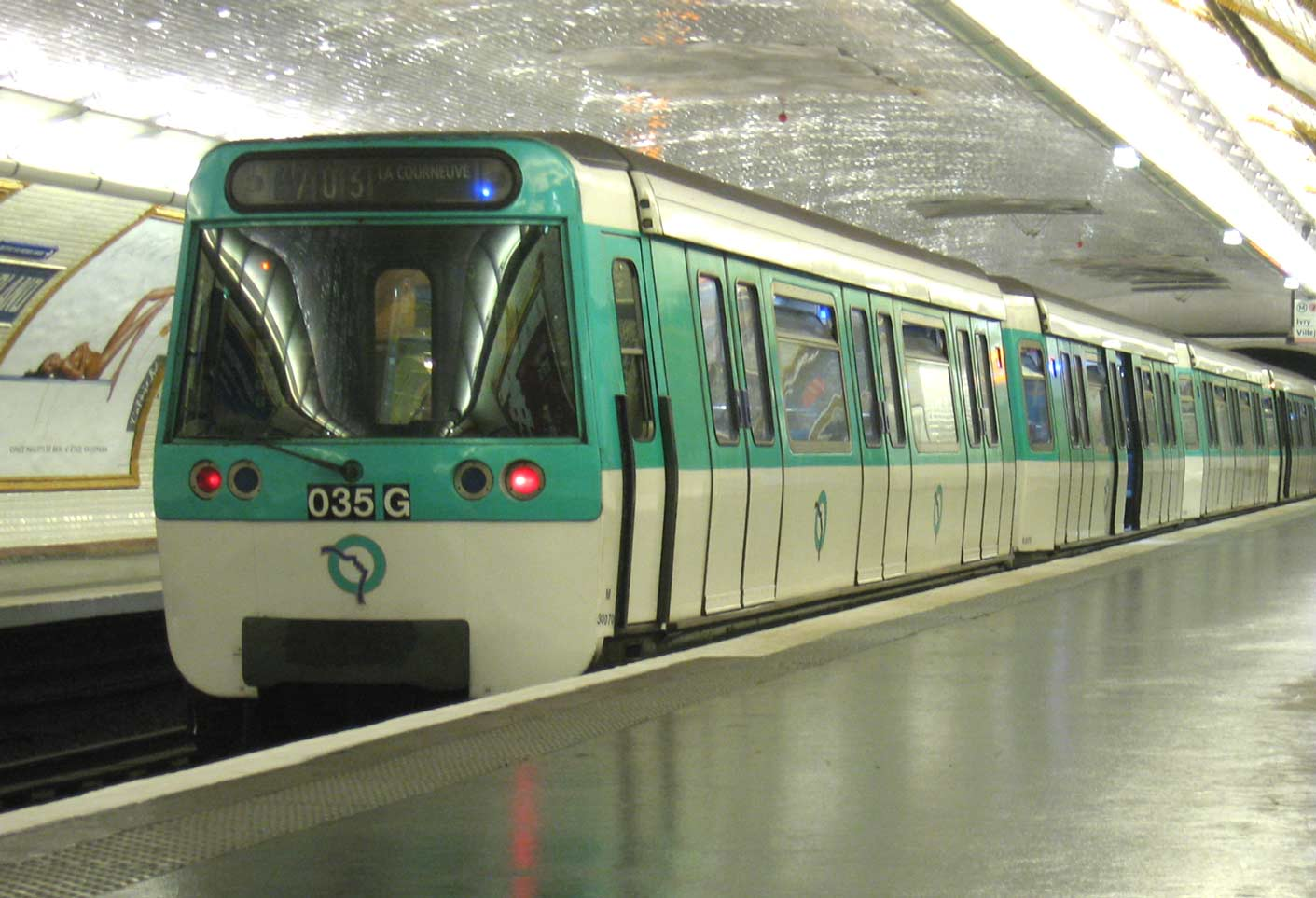
Skład MF 77 na stacji Sully – Morland.

Linia 7, przecinając Paryż z północnego na południowy wschód, dociera do licznych atrakcji turystycznych, z których głównymi są:
- dzielnica La Villette z Cité des Sciences et de l’Industrie, La Géode i Cinaxe – stacja Porte de la Villette;
- dworzec Gare de l’Est – stacje Gare de l’Est i Château-Landon;
- Opéra Garnier – stacja Opéra;
- Pont Neuf i budynek mennicy – stacja Pont Neuf;
- Place du Châtelet i otoczenie – stacja Châtelet;
- nabrzeża Sekwany w południowej części Le Marais oraz Wyspa Świętego Ludwika – stacje Pont Marie i Sully – Morland;
- wschodnia część Dzielnicy Łacińskiej – stacje Jussieu, Place Monge i Censier – Daubenton;
- Place d’Italie i dzielnica Butte-aux-Cailles – stacja Place d’Italie;
- dzielnica azjatycka na południu 13. okręgu – stacje Porte d’Italie, Porte de Choisy i Porte d’Ivry.